# John Bowlby
Edward John Mostyn Bowlby (* 26. Februar 1907 in London; † 2. September 1990 auf Skye) war ein britischer Kinderarzt, Kinderpsychiater, Psychoanalytiker und mit James Robertson sowie Mary Ainsworth Pionier der Bindungsforschung.

## Leben
Bowlby wuchs als viertes von sechs Kindern auf. Sein Vater war ein vielbeschäftigter Chirurg. Seine Mutter sah Bowlby täglich nur für ca. eine Stunde; ein reduzierter Kontakt zur Mutter war in damaliger Zeit in England üblich, da man glaubte, dass übertriebene Gefühlsbekundungen von Eltern zum Kind deren Charakter verweichlichen und verderben. Eine fürsorgliche Rolle übernahm indes für Bowlby ein eigenes Kindermädchen, das die Familie jedoch verließ, als er drei Jahre alt war. Mit acht Jahren kam er in ein Internat und nach dem Ersten Weltkrieg trat er in das Royal Naval College in Dartmouth ein. Mit siebzehn Jahren beschloss er, am Trinity College in Cambridge Medizin und Psychologie zu studieren. Nach seinem Abschluss 1928 unterrichtete er zwei Jahre in Internaten, einem davon für verhaltensauffällige Kinder. Die Erfahrungen mit den Auswirkungen früher Kindheitsstörungen bewogen ihn, sich für die damals neu entstehende Fachrichtung Kinderpsychiatrie ausbilden zu lassen. Bereits während seiner Studienzeit hatte er mit einer psychoanalytischen Ausbildung begonnen. 1933 machte er seinen medizinischen Abschluss am University College Hospital und wechselte zur Erwachsenenpsychiatrie im Maudsley Hospital und 1936 an die London Child Guidance Clinic.
1940 wurde er Armeepsychiater und nach dem Zweiten Weltkrieg erhielt er den Auftrag, eine Abteilung für Kinderpsychotherapie in der Tavistock Clinic aufzubauen, wo er dann als Direktor der Abteilung für Kinder und Eltern blieb. Am Institut für Psychoanalyse arbeitete er mit Joan Riviere und Melanie Klein zusammen, die nach seiner analytischen Qualifikation 1937 seine Supervisoren waren. 1950 kam Mary Ainsworth an die Tavistock Clinic und es begann eine lebenslange Zusammenarbeit in der Weiterentwicklung der Bindungstheorie.
Im Jahr 1951 wurde die im Auftrag der WHO von John Bowlby erstellte Studie über den Zusammenhang zwischen mütterlicher Pflege und seelischer Gesundheit veröffentlicht. Sie bildete einen Beitrag für das Programm der UNO zum Wohle heimatloser Kinder.
1952 kam es fast zum endgültigen Eklat zwischen J. Bowlby mit der Psychoanalytischen Gesellschaft in England, als er in einem von seinem Mitarbeiter James Robertson gedrehten Film, A two year old goes to Hospital, ein trauriges und kummervolles Mädchen zeigte, das ins Krankenhaus gekommen war und dort, wie es weltweit bei der Behandlung von Kindern in Krankenhäusern üblich war, in gänzlicher Abtrennung von ihren Beziehungs- und Bindungsfiguren einem massiven Verlusterleben ausgesetzt war. Seine schärfste Kritikerin zu dieser Zeit war die Psychoanalytikerin Melanie Klein. Dennoch gaben dieser Film von J. Robertson und die Zusammenarbeit mit ihm wichtige Anregungen für die Weiterentwicklung der Bindungstheorie.
In der Zeit von 1956 bis 1961 wurde Bowlby angesichts seiner wachsenden Berühmtheit sogar der Stellvertreter des Präsidenten der Psychoanalytischen Vereinigung, obwohl die Bindungstheorie dort entschieden abgelehnt wurde.
1981 wurde er in die American Academy of Arts and Sciences aufgenommen. 1989 wurde er zum Mitglied (Fellow) der British Academy gewählt.

## Werk
Bowlby setzte seinen Therapieschwerpunkt mehr auf die aktuellen Lebensschwierigkeiten als auf die Aufarbeitung unbewusster Kindheitserinnerungen, wie es in der klassischen Psychoanalyse üblich war. Zum Beispiel bezog er bei einem hyperaktiven Knaben auch die unter psychischen Problemen leidende Mutter in die Behandlung ein. Schon damals war Bowlby überzeugt, dass reale frühkindliche Erlebnisse in der Beziehung zu den Eltern die Entwicklung eines Kindes grundlegend bestimmen können und dass nicht nur der Ödipuskomplex und seine Lösung oder das Monopol der Sexualität für die emotionale Entwicklung eines Kindes verantwortlich seien.
Eigene Kindheitserfahrungen, seine Lehrtätigkeit mit den verhaltensauffälligen Schülern
und die klinischen Erfahrungen über die hohe Zahl von stark zerrütteten frühen Mutterbindungen bei jugendlichen Dieben lenkte seine Aufmerksamkeit auf die Auswirkungen von Trennung. Aus dieser Arbeit entstand 1944 das Buch Forty-Four Juvenile Thieves: Their Characters and Home Life.
1958 legte er in seiner Schrift The nature of the child’s tie to his mother erstmals seine Überlegungen dazu vor, dass es ein biologisch angelegtes System der Bindung gibt, das für die Entwicklung der emotionalen Beziehung zwischen Mutter und Kind verantwortlich ist. Seine Überlegungen waren von seiner Bekanntschaft mit der ethologischen Forschung beeinflusst, speziell durch die Arbeiten von Konrad Lorenz, Nikolaas Tinbergen und Harry Harlow. Auch in den Arbeiten von Robert Hinde an Rhesusaffen fand er seine eigenen Beobachtungen bestätigt.
Mit seinem 1969 erschienenen Buch Bindung – Eine Analyse der Mutter-Kind-Beziehung begründete Bowlby die Bindungstheorie. Damit wandte sich die Forschung neben den hindernden auch den fördernden Faktoren in der Mutter-Kind-Beziehung zu.
Sein Buch Frühe Bindung und Kindliche Entwicklung wurde in die Liste der 100 Meisterwerke der Psychotherapie aufgenommen.

## Schriften (Auswahl)
- Forty-Four Juvenile Thieves: Their Characters and Home Life. In: International Journal of Psychoanalysis. Band 25, 1944, S. 19–52. (Volltext, PDF, englisch)
- Maternal care and mental health. A report prepared on behalf of the World Health Organization as a contribution to the United Nations programme for the welfare of homeless children. (= World Health Organization Monograph Series). Genf 1951.
- The nature of the child's tie to his mother. In: International Journal of Psychoanalysis. Band 39, 1958, S. 350–373. (Volltext, PDF, englisch; 212 kB)
- Bindung – Eine Analyse der Mutter-Kind-Beziehung. Kindler Verlag, 1982, ISBN 3-463-00618-9. (Originaltitel: Attachment and Loss. 1969 / 1983)
- Mutterliebe und kindliche Entwicklung. Ernst Reinhardt Verlag, München/Basel 1972, ISBN 3-497-01107-X.
- Frühe Bindung und kindliche Entwicklung. Ernst Reinhardt Verlag, München 2001, ISBN 3-497-01566-0. (Originaltitel: Child Care and the Growth of Love)
- Bindung und Verlust. Mutterliebe und kindliche Entwicklung. Ernst Reinhardt Verlag, München/Basel 2006, ISBN 3-497-01833-3.

## Belege
1. ↑  Helmut Johnson (2006) Material zur Bindungstheorie und zur Systemischen Arbeit in Erziehung und Betreuung (mit Darstellung der Arbeit von Bowlby ab Seite 13). (PDF, 20 Seiten, 72 kB, archiviert).
2. ↑  Kathrin Keller-Schuhmacher (2010) Bindung – von der Theorie zur Praxis: worauf kommt es an? Referat anlässlich der Fachtagung der AWO vom 8. November 2010 in Freiburg i.Br., (PDF, 10 Seiten, 111 kB, archiviert).
3. ↑  Richard Bowlby, Pearl King: Fifty Years of Attachment Theory: Recollections of Donald Winnicott and John Bowlby. Karnac Books, 2004, ISBN 1-85575-385-5, S. 17.
4. ↑  Rainer Balloff: Das Werk von John Bowlby. FU Berlin.
5. ↑  Deceased Fellows. British Academy, abgerufen am 6. April 2022.
6. ↑  Bindungsstörungen. Von der Bindungstheorie zur Therapie. Internet Publikation für Allgemeine und Integrative Psychotherapie, 9. September 2000, ISSN 1430-6972.
7. ↑  Alfred Pritz (Hrsg.): Einhundert Meisterwerke der Psychotherapie. Wien / New York, NY (USA) 2008, ISBN 978-3-211-25214-7, S. 33 f.

| Personendaten    | Personendaten                                                       |
| ---------------- | ------------------------------------------------------------------- |
| NAME             | Bowlby, John                                                        |
| ALTERNATIVNAMEN  | Bowlby, Edward John Mostyn (vollständiger Name)                     |
| KURZBESCHREIBUNG | britischer Arzt, Psychoanalytiker und Pionier der Bindungsforschung |
| GEBURTSDATUM     | 26. Februar 1907                                                    |
| GEBURTSORT       | London                                                              |
| STERBEDATUM      | 2. September 1990                                                   |
| STERBEORT        | Skye                                                                |